# 成都会计专科学校
成都会计专科学校是成立于1943年2月的一所财经类院校，校址设四川省成都市西胜街，前身为四川省立会计专科学校。1952年10月，与成华大学等校合并组建为四川财经学院（现西南财经大学）。

## 历史沿革
四川省政府新施行的会计制度使四川省亟需会计人员，为培养会计人才，四川省政府于1942年6月在四川省立教育学院内成立了会计专修科。
1943年2月，经当时教育部批准，四川省政府正式成立了四川省立会计专科学校，原附设于四川省立教育学院内的会计专修科该隶该校，该校成立后，专修科停招，改招三年制本科。
1950年1月，成都市军事管制委员会接管该校，同年5月，学校更名为成都会计专科学校。
1952年10月，西南军政委员会文教部下达命令，成都会计专科学校与成华大学及其他院校的部分系科合并，组建为四川财经学院。

## 学校校址
学校成立后，校址多次变更。曾先后租用成都市县立中学和成都市吉祥街及过街楼民宅作为校舍。1946年，学校用四川省政府的拨款购得西胜街13号住宅作为学校的固定校舍。1949年后，校舍继续扩大。在合并前，整条西胜街除少数院宅外，均为该校校产，并与柿子巷校舍连成一片。

## 历任校长
| 职别     | 姓名   | 任职时间              |
| -------- | ------ | --------------------- |
| 校长     | 王荫初 | 1943年2月——1946年7月  |
| 校长     | 杨佑之 | 1946年8月——1947年7月  |
| 校长     | 余成源 | 1947年8月——1949年10月 |
| 代理校长 | 李斯彦 | 1949年11月——1950年初  |
| 校长     | 刘洪康 | 1950年初——1952年10月  |
| 副校长   | 李斯彦 | 1950年初——1952年10月  |